# Истра (град)
Истра (рус. Истра) град је у Русији у Московској области. Према попису становништва из 2010. у граду је живело 35.111 становника.

## Становништво
| 1939. | 1959. | 1970.  | 1979.  | 1989.  | 2002.  | 2010.  |
| ----- | ----- | ------ | ------ | ------ | ------ | ------ |
| 7.300 | 6.982 | 16.272 | 30.263 | 35.046 | 33.652 | 35.111 |